# Фуртеи
Фуртеи (итал. Furtei) — коммуна в Италии, располагается в регионе Сардиния, подчиняется административному центру Южная Сардиния.
Население составляет 1 582 человек (30-06-2019), плотность населения составляет 60,59  чел./км². Занимает площадь 26,11 км². Почтовый индекс — 9040. Телефонный код — 070.
Покровительницей населённого пункта считается святая великомученица Варвара Илиопольская. Праздник ежегодно празднуется 4 декабря.